# Thomas Fiske
Thomas Scott Fiske (Nova Iorque, 12 de maio de 1865 – 10 de janeiro de 1944) foi um matemático estadunidense.
Obteve a graduação em 1885 e um doutorado em 1888 na Universidade Columbia, onde foi fellow, assistente, tutor, instrutor e professor adjunto até 1897, quando tornou-se professor de matemática. Em 1899 foi decano do Barnard College. Foi em 1902–1904 presidente da American Mathematical Society, e também editor do Bulletin (1891–1899) e Transactions (1899–1905) da sociedade. Em 1902 foi secretário do College Entrance Examination Board. Em 1905–1906 foi também presidente da Association of Teachers of Mathematics of the Middle States and Maryland.

## Obras
- Functions of a complex variable (New York: J. Wiley, 1907)